# Бессергеневское сельское поселение
Бессергеневское сельское поселение — муниципальное образование в Октябрьском районе Ростовской области. 
Административный центр поселения — станица Бессергеневская.

## Административное устройство
В состав Бессергеневского сельского поселения входят:
- станица Бессергеневская,
- станица Заплавская,
- хутор Калинин.

## Население
| 2010  | 2012  | 2013  | 2014  | 2015  | 2016  | 2017  |
| ----- | ----- | ----- | ----- | ----- | ----- | ----- |
| 5151  | ↘5107 | ↘5078 | ↘5017 | ↘4952 | ↘4899 | ↘4885 |
| 2018  | 2019  | 2020  | 2021  |       |       |       |
| ↘4786 | ↘4695 | ↗4701 | ↘4684 |       |       |       |